# Stor-Tyltjärnen
Stor-Tyltjärnen är en sjö i Älvdalens kommun i Dalarna och ingår i Dalälvens huvudavrinningsområde.